# Paks
Paks je grad u mađarskoj regiji Južno Zadunavlje, u Tolnanskoj županiji. Nalazi se uz rijeku Dunav. To je grad u kojem se nalazi nuklearna elektrana Paks, koja opskrbljuje 40% stanovništva Mađarske električnom energijom.

## Gradovi prijatelji
- Reichertshofen, Njemačka
- Lauda, Njemačka
- Galanta, Slovačka
- Gubin, Poljska
- Târgu Secuiesc, Rumunjska
- Uskoplje, Bosna i Hercegovina
- Visk, Ukrajina